# Hedlobelia
Hedlobelia (Lobelia urens) är en klockväxtart som beskrevs av Carl von Linné. Enligt Catalogue of Life ingår Hedlobelia i släktet lobelior och familjen klockväxter, men enligt Dyntaxa är tillhörigheten istället släktet lobelior och familjen klockväxter. Arten har ej påträffats i Sverige. Inga underarter finns listade i Catalogue of Life.

## Bildgalleri

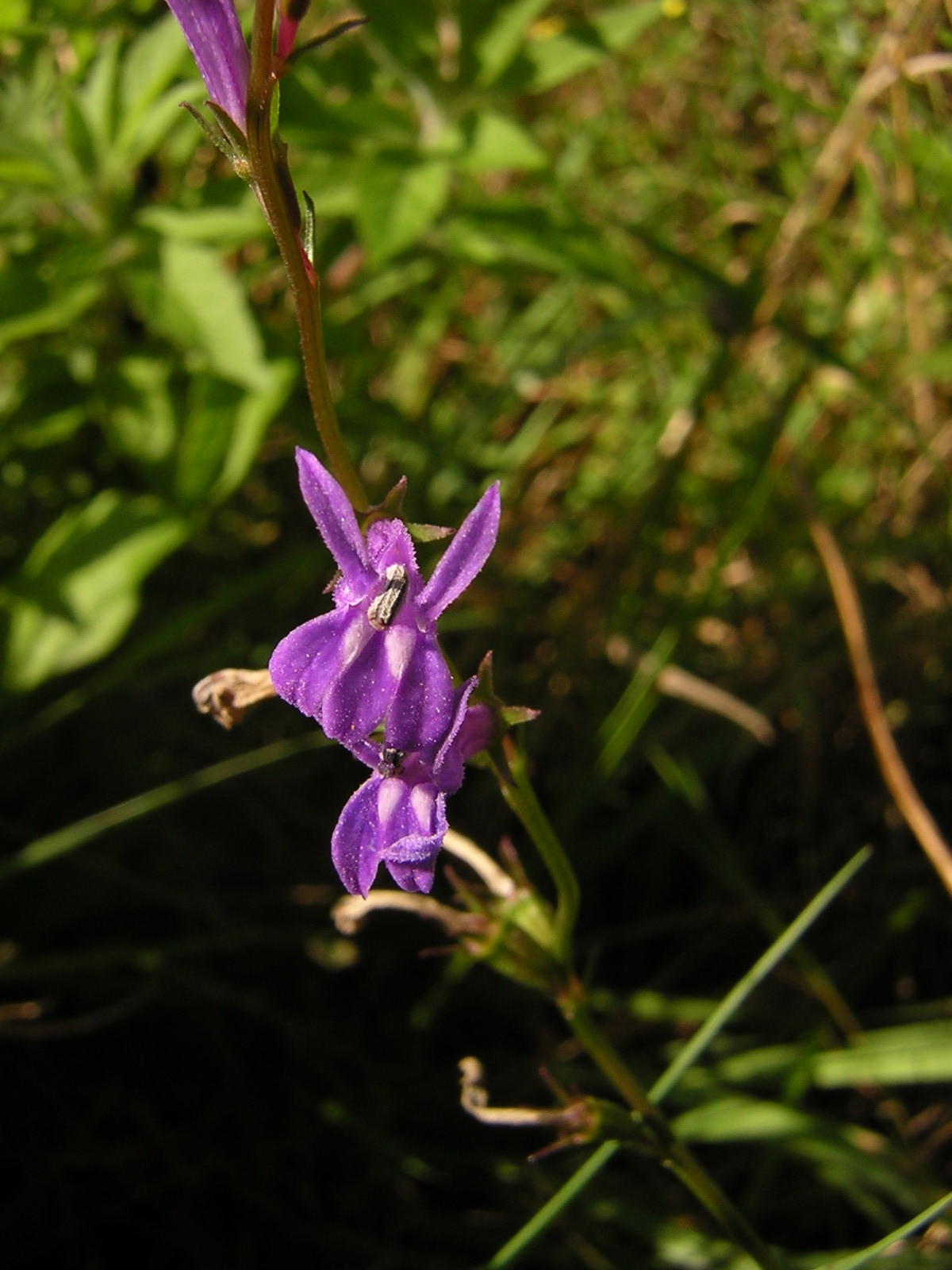